# Kat Von D
Kat Von D (født Katherine von Drachenberg 8. marts 1982) er en amerikansk tatovør og tv-personlighed. 
Hun er bedst kendt fra realityshowet Miami Ink og senere i LA Ink, der havde premiere 7. august 2007 i USA og 11. november samme år i Storbritannien.

## Biografi
Drachenberg blev født 8. marts 1982 i byen Monterrey i Nuevo Leon i Mexico. Da hun var fire, flyttede hendes familie til Colton, Californien. . Hendes far René von Drachenberg er oprindeligt tysk, og hendes mor Sylvia Galeano har spansk-italienske rødder.  Hun taler spansk og engelsk flydende. Kat Von D har en bror, som hedder Michael, og en søster, som hedder Karoline Smith.